# Christian Kerez
Christian Kerez (Maracaibo, Venezuela, 1962) es un arquitecto, fotógrafo y profesor suizo.

## Biografía
Se graduó en la Escuela Politécnica Federal de Zúrich en 1988. Tras acabar sus estudios, se adentró en el mundo profesional trabajando para Rudolf Fontana & Partner, donde colaboró hasta 1993. Asimismo, entre 1990 y 1995 trabajó como fotógrafo de arquitectura.
En 1993 fundó su estudio propio en Zúrich, conocido como Christian Kerez. En 1998 obtuvo la Beca de Arte Suiza (Swiss art scholarship) y a partir de 2001 inició su labor como docente en la ETHZ. En paralelo a todo ello, ha venido realizando exposiciones en diferentes ciudades suizas como Basilea y Lausana, en las que muestra sus inquietudes acerca de la arquitectura y su relación con la sociedad.

## Obras
- 1992, Capilla en Oberrealta en Suiza.
- 1996, Casa en Ilheos en Brasil.
- 1996, Casa en Vinheros en Brasil.
- 1997, Edificio escolar 'Salzmagazin' en Zúrich, Suiza.
- 1998-2000, Museo de Arte de Liechtenstein en Vaduz, Liechtenstein.
- 1999-2003, Edificio de Apartamentos en Forsterstrasse, Zúrich, Suiza.
- 1999, 2003, Edificio escolar 'Breiten' en Eschenbach, Suiza.
- 2001, Casa en Zug en Suiza.
- 2002, Edificio escolar en Freudenberg, Zúrich, Suiza.
- 2002-2009, Edificio escolar en Leutschenbach, Zúrich, Suiza.
- 2004-2007, Casa de un solo muro Zúrich, Suiza.
- 2005, Casa de apartamentos con vistas a un lago en Thalwil, Suiza.
- 2005-2006, Conjunto residencial Werkbund Wiesenfeld en Múnich, Alemania.
- 2007, Galería de Arte de Hamburgo, Alemania.
- 2007, Museo de Arte Moderno de Varsovia, Polonia.
- 2008, Centro de Capacitación Holcim (1.er premio, Zúrich, Suiza)
- 2008, Nueva Sede de Swiss Re Zúrich, Suiza.
- 2009, Termas de Baden, Suiza